# Viên Hộ Chi
Viên Hộ Chi (chữ Hán: 垣护之; bính âm: Yuan Huzhi; 395 – 464), tên tự là Ngạn Tông, nguyên quán Hoàn Đạo, Lược Dương, là tướng lĩnh nhà Lưu Tống trong lịch sử Trung Quốc.

## Thân thế
Thời Thạch Hổ, họ Viên dời nhà đến Nghiệp. Ông nội Viên Hộ Chi là Viên Sưởng làm Trường Nhạc quốc Lang trung lệnh nhà Tiền Tần. Mộ Dung Đức chiếm Thanh Châu, lấy Sưởng làm Xa kỵ trưởng sử. Cháu Đức là Siêu nối ngôi, bác là Tuân, cha là Miêu lại được ủy nhiệm. Tuân làm Thượng thư, Miêu làm Kinh Triệu thái thú.
Lưu Dụ vây Quảng Cố, Tuân, Miêu trèo thành ra hàng, được làm Thái úy hành tham quân. Trong những năm Nguyên Gia (424 – 453), Tuân làm Viên ngoại tán kỵ thường thị, Miêu làm Truân kỵ hiệu úy.
Hộ Chi từ nhỏ lỗi lạc, không câu nệ tiểu tiết, hình dáng lùn xấu, mà quả cảm mạnh mẽ hơn người. Theo Lưu Dụ chinh phạt Tư Mã Hưu Chi, làm Thế tử trung quân phủ trưởng sử, kiêm Hành tham quân. Đầu những năm Vĩnh Sơ (420 – 422), bổ làm Phụng triều thỉnh (quan chức). Đầu những năm Nguyên Gia (424 – 453), làm Điện trung tướng quân.

## Thời Văn đế

### Tham gia Bắc phạt năm 430
Theo Đáo Ngạn Chi bắc phạt, Ngạn Chi muốn thu quân trở về, ông viết thư can ngăn, Ngạn Chi không nghe, quân Tống thất bại. Văn đế nghe được, lấy làm hài lòng, bổ làm Giang Hạ vương Lưu Nghĩa Cung Chinh bắc hành tham quân, Bắc Cao Bình thái thú.
Do chở vật cấm nên bị giam vào ngục, rất lâu sau mới được tha. Lại được bổ làm Hành Dương vương Lưu Nghĩa Quý Chinh bắc trưởng lưu tham quân, dời ra làm Tuyên uy tướng quân, Chung Li thái thú.

### Tham gia Bắc phạt năm 450
Theo Vương Huyền Mô vượt Hoàng Hà, Huyền Mô đánh Hoạt Đài, ông hăng hái đi trước, tiến chiếm Thạch Tể, cách Hoạt Đài 120 dặm về phía tây nam. Khi quân Ngụy đến cứu, ông viết thư khuyên Huyền Mô đánh gấp, ông ta không nghe. Sau khi Huyền Mô thua chạy, không báo tin cho Hộ Chi. Ông biết được thì quân Ngụy đã lấy thuyền hàng cỡ lớn, kết xích sắt khóa thành 3 tầng, giăng ngang mặt sông, cắt đứt đường về. Nước sông chảy xiết, Hộ Chi ở giữa dòng tiến xuống, gặp khóa sắt thì dùng búa rìu dài chặt đứt, quân Ngụy không ngăn được. Quân Tống chỉ mất một phần, còn lại đều thoát được.
Ông ở lại giữ thành Mĩ Câu. Sau khi trở về, làm Giang Hạ vương Lưu Nghĩa Cung Phiếu kị hộ tào tham quân, giữ Hoài Âm, gia Kiến vũ tướng quân, lĩnh Tể Bắc thái thú.

### Tham gia Bắc phạt năm 452
Soái 2000 người theo Trương Vĩnh đánh Xác Ngao, đầu tiên chiếm được bến Ủy Lật. Đỗ Đạo Tuấn cùng thượng thư Phục Liên nhà Bắc Ngụy đến cứu Xác Ngao, Hộ Chi chống lại, quân Ngụy chạy về phía đông. Tiêu Tư Thoại sai ông đưa quân đến Lương Sơn, Thượng thư Hàn Nguyên Hưng nhà Bắc Ngụy soái tinh kỵ vội đến, Hộ Chi dựa vào chỗ hiểm chống lại, chém được Đô quân trưởng sử và bắt được vài chục bộ giáp của địch, quân Ngụy thua chạy.
Tư Thoại muốn lui quân, nói dối rằng cứu binh của Thẩm Khánh Chi sắp đến, nên gấp làm cầu ở Tể Khẩu. Hộ Chi biết ý, lập tức chia cho Tư Thoại tất cả bạch đinh. Ông ta lại lệnh cho Hộ Chi vượt sông trấn Khất Hoạt bảo, phòng quân Ngụy truy kích.

## Thời Hiếu Vũ đế

### Dẹp loạn Lưu Nghĩa Tuyên
Mùa xuân năm Nguyên Gia thứ 30 (453), Văn đế bị hại, Hộ Chi dời ra đóng quân ở Lịch Hạ. Nghe tin Lưu Tuấn khởi binh, ông soái quân bản bộ hưởng ứng, làm Đốc quân sự của Ký Châu, Tể Nam, Nhạc An, Thái Nguyên 3 quận thuộc Thanh Châu, Ninh viễn tướng quân, Ký Châu thứ sử.
Năm Hiếu Kiến đầu tiên (454), Nam Quận vương Lưu Nghĩa Tuyên phản. Em vợ Hộ Chi là Duyện Châu thứ sử Từ Di Bảo hưởng ứng, viết thư kêu gọi ông tham gia. Hộ Chi lớn tiếng đuổi sứ giả, khi ấy Di Bảo đang giữ Hồ Lục, ông để con trai Cung Tổ ở lại giữ Lịch Hạ, tự mình soái quân tập kích Di Bảo. Đi qua Trâu Sơn, phá được đồn thú của ông ta. Còn cách Hồ Lục 60 dặm, Di Bảo đốt thành chạy về phía tây. Bình xong Cổn Thổ, được triệu về làm Du kích tướng quân.
Theo Thẩm Khánh Chi đánh Lỗ Sảng, được gia Phụ quốc tướng quân. Khi Tuyên soái đại quân đến Lương Sơn, ông cùng Vương Huyền Mô chống chọi.
Liễu Nguyên Cảnh soái các cánh quân của bọn Hộ Chi cùng em trai ông là Tuân Chi, Liễu Thúc Nhân, Trịnh Côn ra trấn thủ Tân Đình. Huyền Mô thấy thế địch mạnh, sai tư mã Quản Pháp Tế cầu cứu. Triều đình sai bọn Cảnh tiến chiếm Nam Châu, Hộ Chi đưa thủy quân đi trước. Phản quân sai Bàng Pháp Khởi đưa quân tập kích Cô Thục, muốn diệt Hộ Chi. Bọn Trịnh Côn hăng hái chiến đấu, phản quân bị chém chết, bắt sống hoặc đâm đầu xuống nước mà chết bằng sạch.
Huyền Mô viết thư xin lui về Cô Thục, Nguyên Cảnh không cho, đưa hết quân đến cứu. Hộ Chi khuyên chia quân đi cứu ông ta, Nguyên Cảnh đồng ý, bèn giao tinh binh cho Hộ Chi đi Lương Sơn. Khi vào trận, ông thấy thuyền hạm của địch kết lại với nhau, nên đề nghị dùng hỏa công, Huyền Mô đồng ý, lập tức sai bọn đội chủ Trương Đàm thiêu hủy thuyền địch. Gió mạnh nước xiết, phản quân tan chạy.
Bình xong Lương Sơn, Hộ Chi soái quân truy kích, gặp Chu Tu Chi đã bình xong Giang Lăng, đến Tầm Dương thì về. Dời ra làm Đốc chư quân sự Từ Cổn 2 châu, Lương quận của Dự Châu, Ninh sóc tướng quân, Từ Châu thứ sử, phong Ích Dương huyện hầu, thực ấp 1000 hộ.

### Dẹp loạn Lưu Đản
Năm thứ 2 (455), Hộ Chi mượn công làm tư, miễn quan. Được phục chức Du kích tướng quân. Không lâu sau dời ra làm Đại tư mã, Phụ quốc tướng quân, lĩnh Nam Đông Hải thái thú. Chưa nhận chức, lại làm Đốc Thanh Ký 2 châu chư quân sự, Ninh viễn tướng quân, Thanh Ký 2 châu thứ sử, trấn Lịch Thành. Năm sau, tiến hiệu Ninh sóc tướng quân, tiến Đốc quân sự của 2 quận Đông Hoàn, Đông An thuộc Từ Châu.
Hiếu Vũ đế cho rằng Lịch Hạ là nơi yếu hại, muốn dời trị sở Thanh Châu đến đấy, mọi người có nhiều ý kiến khác, Hộ Chi lên tiếng tán thành, việc này được quyết định.
Năm Đại Minh thứ 3 (459), được triệu về làm Hữu vệ tướng quân. Trên đường về, nghe tin Cánh Lăng vương Lưu Đản phản ở Quảng Lăng, lập tức soái quân đến chịu sự chỉ huy của Xa kỵ tướng quân Thẩm Khánh Chi. Việc xong, chuyển sang làm Tây Dương vương Lưu Tử Thượng Phủ quân tư mã, Lâm Hoài thái thú. Năm sau, ra làm Sứ trì tiết, Đốc Dự Ti 2 châu chư quân sự, Phụ quốc tướng quân, Dự Châu thứ sử, Hoài Nam thái thú. Lại theo Thẩm Khánh Chi đánh dẹp người Man ở Tây Dương.
Hộ Chi ở nơi làm việc thu vén tài sản, nhận nhiều của hối lộ. Năm thứ 7 (463), bị kết tội tống giam. Năm sau, được phục chức Thái trung đại phu. Chưa nhận chức, mất ở tuổi 70, thụy là Tráng hầu. Năm Vĩnh Quang đầu tiên (465) đời Tiền Phế đế, truy tặng Quan quân tướng quân, Dự Châu thứ sử. Con ông là Thừa Tổ kế tự.